# 青森県立八戸北高等学校南郷校舎
青森県立八戸北高等学校南郷校舎（あおもりけんりつはちのへきたこうとうがっこうなんごうこうしゃ）は、青森県立八戸北高等学校の校舎で、青森県八戸市南郷に存在した公立の高等学校。旧名は青森県立南郷高等学校。

## 所在地
- 〒031-0111 青森県八戸市南郷大字市野沢字三合山8

## 沿革
- 1958年 - 青森県立名久井農業高等学校中沢分校として開校。
- 1966年 - 現在地に校舎竣工。
- 1967年 - 青森県立八戸北高等学校南郷分校開校。
- 1973年 - 青森県立南郷高等学校として独立。
- 1997年 - コース制開始。
- 2010年 - 青森県立八戸北高等学校南郷校舎となる。
- 2015年4月 - 生徒募集停止。
- 2017年3月31日 - 閉校。

## 跡地
跡地は2024年までに八戸市のプライフーズに売却され、鶏肉加工の食品工場として2026年10月の稼働を目指している。